# Кардито (Фрозиноне)
Кардито је насеље у Италији у округу Фрозиноне, региону Лацио.
Према процени из 2011. у насељу је живело 71 становника. Насеље се налази на надморској висини од 855 м.